# Fabrizio Guidi
Fabrizio Guidi (nascido em 13 de abril de 1972) é um ex-ciclista italiano, que era um piloto profissional entre 1995 a 2007. Terminou em segundo lugar na competição Volta à Polónia de 1995.